# Jérémie Pignard
Jérémie Pignard (Villefranche-sur-Saône, 7 augustus 1987) is een Frans voetbalscheidsrechter. Hij is in dienst van FIFA en UEFA sinds 2019. Ook leidt hij sinds 2019 wedstrijden in de Ligue 1.
Op 10 augustus 2019 leidde Pignard zijn eerste wedstrijd in de Franse nationale competitie. Tijdens het duel tussen OGC Nice en Amiens (2–1) trok de leidsman zesmaal de gele kaart, waarvan twee aan dezelfde speler die zodoende het veld moest verlaten. In Europees verband debuteerde hij op 22 juli 2021 tijdens een wedstrijd tussen Petrocub Hîncești en Sivasspor in de tweede voorronde van de UEFA Europa Conference League; het eindigde in 0–1 en Pignard gaf zeven spelers geel. Zijn eerste interland had hij al gefloten op 12 oktober 2019, toen Guinee met 0–1 verloor van de Comoren. Tijdens deze wedstrijd deelde Pignard aan één speler van beide teams een gele kaart uit.

## Interlands
| Datum            | Plaats                | Wedstrijd                   | Uitslag | Competitie             | Kreeg geel | Kreeg voor de tweede keer geel en dus rood | Weggestuurd |
| ---------------- | --------------------- | --------------------------- | ------- | ---------------------- | ---------- | ------------------------------------------ | ----------- |
| 12 oktober 2019  | Versailles, Frankrijk | Guinee – Comoren            | 0 – 1   | Vriendschappelijk      | 2          | 0                                          | 0           |
| 9 juni 2021      | Lissabon, Portugal    | Portugal – Israël           | 4 – 0   | Vriendschappelijk      | 1          | 0                                          | 0           |
| 2 juni 2022      | Razgrad, Bulgarije    | Bulgarije – Noord-Macedonië | 1 – 1   | Nations League 2022/23 | 3          | 0                                          | 0           |
| 10 juni 2022     | Suwon, Zuid-Korea     | Zuid-Korea – Paraguay       | 2 – 2   | Vriendschappelijk      | 5          | 0                                          | 0           |
| 14 juni 2022     | Seoel, Zuid-Korea     | Zuid-Korea – Egypte         | 4 – 1   | Vriendschappelijk      | 2          | 0                                          | 0           |
| 18 november 2024 | Vaduz, Liechtenstein  | Liechtenstein – San Marino  | 1 – 3   | Nations League 2024/25 | 6          | 0                                          | 0           |

Laatst bijgewerkt op 19 november 2024.